# Ivan Dias

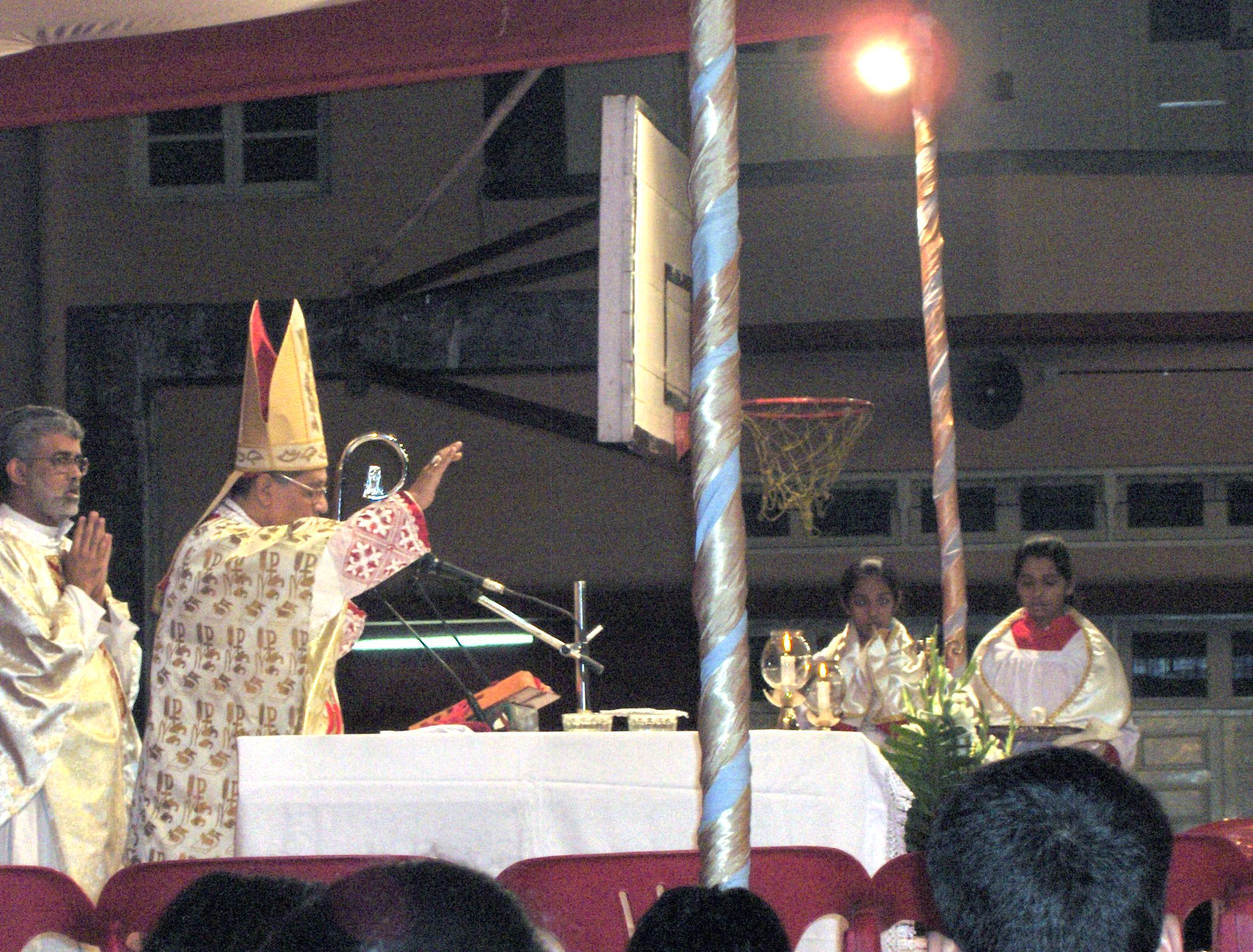
Ivan kardinál Dias

Znak kardinála Diase

Ivan kardinál Dias (14. dubna 1936 Bombaj – 19. června 2017 Řím) byl indický římskokatolický kněz, arcibiskup Bombaje, vatikánský diplomat, vysoký úředník římské kurie.

## Kněz
Studoval v semináři v Bombaji a zde také přijal 8. prosince 1958 kněžské svěcení z rukou kardinála Valeriana Graciase, tehdejšího arcibiskupa Bombaje. Pracoval jako kněz v rodné arcidiecézi, v letech 1961 až 1964 studoval v Římě. Na Papežské lateránské univerzitě získal doktorát z kanonického práva a vystudoval také Papežskou církevní akademii. V roce 1964 začal pracovat v diplomatických službách Svatého stolce. Jako člen personálu státního sekretariátu připravoval návštěvu papeže Pavla VI. na Mezinárodním Eucharistickém kongresu v Bombaji. V letech 1965 až 1973 působil jako sekretář na několika nunciaturách - v Dánsku, Norsku, Švédsku, Finsku, na Islandu, v Indonésii, Madagaskaru, Komorách a Mauretánii. Následujících devět let byl vedoucím sekce státního sekretariátu pro SSSR a další socialistické státy.

## Biskup
Dne 8. května 1982 ho papež Jan Pavel II. jmenoval pro-nunciem v Ghaně, Togu a Beninu a titulárním arcibiskupem, biskupské svěcení mu udělil kardinál Agostino Casaroli 19. června téhož roku. V červnu 1987 se stal nunciem v Jižní Koreji, v říjnu 1991 nunciem v Albánii. V této zemi plnil v letech 1992 až 1996 funkci apoštolského administrátora jižní Albánie. 8. listopadu 1997 byl jmenován arcibiskupem Bombaje.

## Kardinál
Při konsistoři 21. února 2001 ho papež Jan Pavel II. jmenoval kardinálem. O pět let později, v květnu 2006, se stal prefektem Kongregace pro evangelizaci národů. Jeho jméno bylo při konkláve v roce 2005 zahrnováno mezi tzv. papabile, tedy možné nástupce zemřelého papeže Jana Pavla II. Kromě rodného jazyka hovořil anglicky, francouzsky, italsky a španělsky. Dne 10. května 2011 při dosažení kanonického věku rezignoval na funkci, jeho nástupcem v čele Kongregace pro evangelizaci národů se stal kardinál Fernando Filoni. Dne 19. června 2017 zemřel v Římě.